# Emmersbergtunnel
Der Emmersbergtunnel ist ein 761 m langer Eisenbahntunnel. Er quert den Emmersberg unter dem Munot im Stadtgebiet von Schaffhausen in der Schweiz an der Bahnstrecke Schaffhausen–Etzwilen, der heutigen Seelinie.
Der Tunnel führt vom Portal nahe dem Bahnhof Schaffhausen in einer Rechtskurve in südöstlicher Richtung zum Rhein. Gleich danach folgt die 262 m lange Rheinbrücke Feuerthalen.

## Geschichte

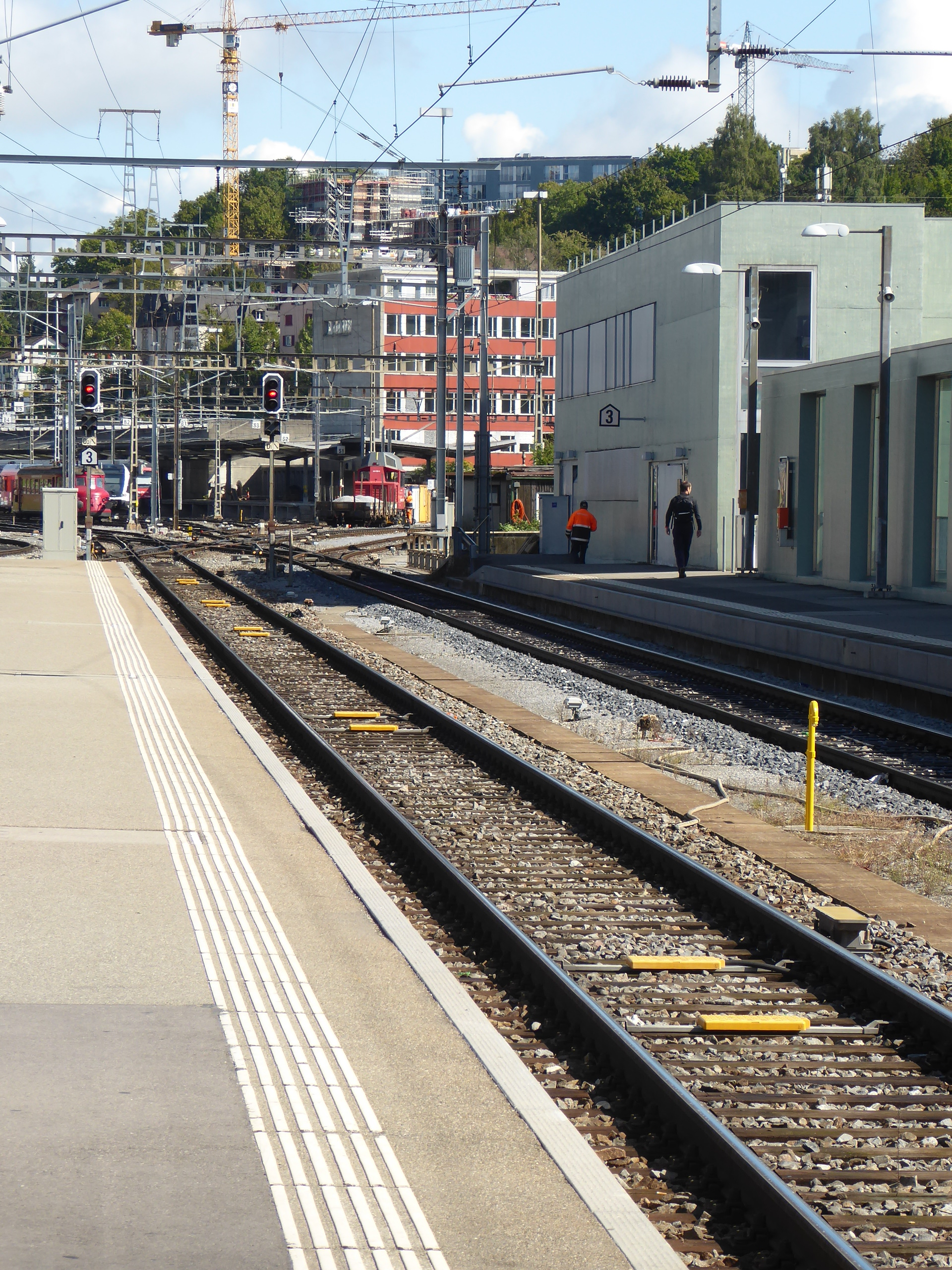
Weichen im Bahnhof Schaffhausen zum Nordportal (2017)

Der Bau der Bahnstrecke zwischen Etzwilen und Feuerthalen wurde 1870 beschlossen, die Eröffnung durch die Schweizerische Nordostbahn (NOB) war am 1. November 1894. Der Abschnitt zwischen Feuerthalen und Schaffhausen wurde am 2. April 1895 nach Fertigstellung des Emmersbergtunnels und der Rheinbrücke in Betrieb genommen.
Mit dem Bau des Emmersbergtunnels wurde 1893 begonnen. Die Arbeiten verzögerten sich aufgrund von Wassereinbrüchen und einem Tagbruch aber bis 1895. Um die Probleme zu meistern, wurde ein neues Verfahren angewendet: mit Hilfe eines Kompressors und einer Druckschleuse wurde ein Überdruck im Stollen aufgebaut, um den Wasser- und Sandeinbrüchen entgegenzuwirken. Am 13. Dezember 1894 erfolgte der Durchstich und schon knapp vier Monate später die Inbetriebnahme.
Im Sommer 2004 wurde der Tunnel umfassend saniert. Dabei wurde auch das Gleis etwas tiefer gelegt, um das für Doppelstockzüge erforderliche Lichtraumprofil zu erhalten.